# Боасе (Ен)
Боасе (фр. Boissey) је насељено место у Француској у региону Рона-Алпи, у департману Ен (Рона-Алпи).
По подацима из 2011. године у општини је живело 292 становника, а густина насељености је износила 32,27 становника/km².

## Демографија
| 1962. | 1968. | 1975. | 1982. | 1990. | 2011. |
| ----- | ----- | ----- | ----- | ----- | ----- |
| 256   | 238   | 219   | 207   | 206   | 292   |